# Helena Procházková
Helena Procházková (* 1936 jižní Morava) je česká prozaička.

## Život
Dětství prožila na jižní Moravě kde absolvovala pedagogické studium. Jižní Moravu vystřídalo Ostravsko, kde ji upoutala mentalita místních lidí a nářečí. V šedesátých letech se odstěhovala do Kladna. Její díla nedovoloval zveřejnit politický režim. V devadesátých letech jí začaly vycházet první povídky. V roce 2006 vyšlo její dílo poprvé knižně (Noční adorace).

## Dílo
- Noční adorace (2006)
- Zapomenuté housle (2007)
- Mince krále Ašóky (2009)